# Coptacra punctoria
Coptacra punctoria är en insektsart som först beskrevs av Walker, F. 1870.  Coptacra punctoria ingår i släktet Coptacra och familjen gräshoppor. Inga underarter finns listade i Catalogue of Life.